# Антинополь
Антинополь — місто в Єгипті, засноване римським імператором Адріаном (24 січня 76 — 10 липня 138) на честь свого фаворита та коханого Антіноя, який за загадкових обставин потонув у Нілі
За часів Нового царства на цьому місці існувало місто Хірве, де знаходився великий храм Рамсеса II, куди приходили жителі таких відомих міст як Хемену та Авну. Хірве розташовувалося у XV септі Унут, який в подальшому став відомий як Гермополіський південний ном.
122 року на місці Хірве було засновано Антінополь (завершено будівельні роботи 130 року).  Усі попередні будівлі, включаючи некрополь, було знесено і замінено, окрім храму Рамзеса II. У Адріана також були політичні мотиви для створення нового міста, яке мало стати першим еллінським містом у регіоні Середнього Нілу, таким чином слугуючи бастіоном грецької культури на території Єгипту. Щоб спонукати єгиптян інтегруватися до грецької культури, він дозволив грекам і єгиптянам у місті одружуватися і дозволив зберегти Беса як головне божество міста, яке ним було за часів Хірве, поряд з обожнюваним Антиноєм.
Місто розташовувалося майже навпроти Гермополіса і було з'єднане з Беренісом дорогою Віа Адріана.
З 131 року у місті проводилися щорічні ігри Антиної, які вважалися найважливішими в Римському Єгипті. Заходи включали спортивні змагання, стрибки на колісницях та кінні перегони, а також художні й музичні фестивалі з призами, зокрема надання громадянства, грошей, жетонів та безкоштовного довічного утримання.
З середини III ст. тут була резиденція християнського єпископа. Але місто переважно залишалося поганським, місцева знать й жрецтво пручалося християнізації. Лише за часів імператора Феодосія I вдалося христянізувати Антинополь. Продовжував зростати і у візантійську епоху, але при цьому в ньому все ще практикувалися чаклунство і магія, що збереглися з античності.
З часу захоплення Єгипту арабами у VII ст. поступово відбувається занепад міста. Остаточно його було покинуто у X ст. Тут існував потужний греко-римський храм до XIX ст., який був зруйнований для будівництва цементного завода. Протягом століть камінь з римського міста вивозився на будівництво будинків і мечетей. До XVIII ст. руїни Антинополя все ще були помітні, про що писали європейські мандрівники. Проте у XIX ст. Антинополь був майже повністю зруйнований місцевими мешканцями та промисловцями, оскільки крейда та вапняк спалювалися для отримання порошку, а камінь використовувався при будівництві прилеглої греблі та цукрового заводу.
Сьогодні на місці Антинополя розташоване невеличке село Ель-Шейх-Ібада. 
У 1965—1966 роках італійська експедиція виявила тут 13 гробниць додинастичної епохи. Однак тут немає жодних пам'яток епохи Давнього і Середнього царств. Найдавніша монументальна споруда відноситься до епохи Нового царства. В подальшому виявили гробниці додинастичної епохи, фрагменти пілонів двору та гіпостильного залу храму Рамсеса II, присвяченого богам Хмуна і Геліополя, картуші фараонів Мернептаха та Рамсеса III. Досі збереглися на своєму місці кілька колон храму Рамсеса II: чотири на фасаді, п'ять з північного боку та чотири з південного.